# Tad Hilgenbrink
Tad Hilgenbrink (Quincy, Illinois, 1981. október 9. –) amerikai színész, aki leginkább Matt Stifler szerepéről ismert az Amerikai pite 4. – A zenetáborban című filmből.

## Élete
Hilgenbrinck az Illinois állambeli Quincyben született, és a Quincy Senior High Schoolba járt, ahol aktívan részt vett a zenében és a színházban. 2003 nyarán a Kansas állambeli Wichita városában, a Music Theatre of Wichita rezidens társulatának tagjaként játszott a Footloose, az Oklahoma!, a Good News, a Chicago és a The Scarlet Pimpernel című musicalekben. A Millikin Egyetemen és az IES Londonban diplomázott zenés színházi és táncművészeti szakon. A Millikin Egyetem alatt a nyarakat az Illinois állambeli Sullivanben található Little Theatre on the Square színházban töltötte, mint előadói gyakornok.

## Filmográfia
| Év   | Magyar cím Eredeti cím                                            | Szerep       | Magyar hangja | Rendező                        |
| ---- | ----------------------------------------------------------------- | ------------ | ------------- | ------------------------------ |
| 2009 | Gyilkos tréfa Amusement                                           | Rob          | Hamvas Dániel | John Simpson                   |
| 2009 | Sziklák vére The Hills Run Red                                    | Tyler        | Moser Károly  | Dave Parker                    |
| 2008 | Az elveszett fiúk – A törzs Lost Boys: The Tribe                  | Chris        | –             | P. J. Pesce                    |
| 2008 | Katasztrófafilm Disaster Movie                                    | Bűbáj herceg | Stern Dániel  | Jason Friedberg, Aaron Seltzer |
| 2007 | Bazi nagy film Epic Movie                                         | Küklopsz     | –             | Jason Friedberg, Aaron Seltzer |
| 2005 | Amerikai pite 4. – A zenetáborban American Pie Presents Band Camp | Matt Stifler | Csőre Gábor   | Steve Rash                     |

## Fordítás
- Ez a szócikk részben vagy egészben  a   Tad Hilgenbrink című angol Wikipédia-szócikk fordításán alapul.  Az eredeti cikk szerkesztőit annak laptörténete sorolja fel. Ez a jelzés csupán a megfogalmazás eredetét és a szerzői jogokat jelzi, nem szolgál a cikkben szereplő információk forrásmegjelöléseként.